# Benjamín Kuščević
Benjamín Kuščević, né le 2 mai 1996 à Santiago au Chili, est un footballeur international chilien. Il joue au poste de défenseur central à Fortaleza EC.

## Biographie

### Universidad Católica
Benjamín Kuščević est formé par l'Universidad Católica. Il est prêté lors de la saison 2014-2015 au Real Madrid où il évolue avec les équipes réserves, notamment dirigée par Zinédine Zidane. Kuščević est ensuite de retour dans son club formateur et fait sa première apparition en professionnel le 18 septembre 2015 en Copa Sudamericana face au Club Libertad, contre qui son équipe s'incline sur la plus petite des marges (1-0).

### Palmeiras
En novembre 2020, Benjamín Kuščević rejoint le Brésil en s'engageant avec Palmeiras. Il joue son premier match sous ses nouvelles couleurs le 5 décembre 2020 face au Santos FC, en championnat. Les deux équipes se neutralisent ce jour-là (2-2).

### En sélection nationale
Benjamín Kuščević possède des origines croates mais décide de représenter le pays où il a grandi, le Chili.
Il honore sa première sélection avec l'équipe nationale du Chili face au Honduras, le 21 novembre 2018. Il entre en jeu ce jour-là, et son équipe s'impose sur le score de quatre buts à un.

## Statistiques
| Saison                | Club                  | Championnat                                        | Championnat | Championnat | Championnat | Coupe(s) nationale(s) | Coupe(s) nationale(s) | Coupe(s) nationale(s) | Supercoupe | Supercoupe | Supercoupe | Compétition(s) continentale(s) | Compétition(s) continentale(s) | Compétition(s) continentale(s) | Compétition(s) continentale(s) | Ligue régionale | Ligue régionale | Ligue régionale | Total | Total | Total |
| Saison                | Club                  | Division                                           | M.          | B.          | P.d.        | M.                    | B.                    | P.d.                  | M.         | B.         | P.d.       | Comp.                          | M.                             | B.                             | P.d.                           | M.              | B.              | P.d.            | M.    | B.    | P.d.  |
| 2015                  | Universidad Católica  | Primera División (clôture)+(ouverture)             | -           | -           | -           | 1                     | 0                     | 0                     | -          | -          | -          | CS                             | 1                              | 0                              | 0                              | -               | -               | -               | 2     | 0     | 0     |
| 2016                  | Universidad Católica  | Primera División (clôture)+(ouverture)             | 5+5         | 0+0         | 0+0         | 4                     | 0                     | 0                     | -          | -          | -          | CS                             | 1                              | 0                              | 0                              | -               | -               | -               | 15    | 0     | 0     |
| 2017                  | Universidad Católica  | Primera División (clôture)+(tournoi de transition) | 8+6         | 1+1         | 0+0         | 3                     | 0                     | 0                     | 1          | 1          | 0          | CL                             | 4                              | 0                              | 0                              | -               | -               | -               | 22    | 3     | 0     |
| 2018                  | Universidad Católica  | Primera División                                   | 22          | 0           | 0           | -                     | -                     | -                     | -          | -          | -          | -                              | -                              | -                              | -                              | -               | -               | -               | 22    | 0     | 0     |
| 2019                  | Universidad Católica  | Primera División                                   | 13          | 0           | 0           | 4                     | 1                     | 0                     | 1          | 1          | 0          | CL                             | 6                              | 0                              | 0                              | -               | -               | -               | 24    | 2     | 0     |
| 2020                  | Universidad Católica  | Primera División                                   | 7           | 1           | 0           | 1                     | 0                     | 0                     | -          | -          | -          | CL                             | 2                              | 0                              | 0                              | -               | -               | -               | 10    | 1     | 0     |
| Sous-total            | Sous-total            | Sous-total                                         | 66          | 3           | 0           | 13                    | 1                     | 0                     | 2          | 2          | 0          | -                              | 14                             | 0                              | 0                              | -               | -               | -               | 95    | 6     | 0     |
| 2020                  | Palmeiras             | Série A                                            | 11          | 0           | 0           | -                     | -                     | -                     | -          | -          | -          | CL                             | 1                              | 0                              | 0                              | -               | -               | -               | 12    | 0     | 0     |
| 2021                  | Palmeiras             | Série A                                            | 11          | 0           | 1           | -                     | -                     | -                     | -          | -          | -          | CL                             | 2                              | 0                              | 0                              | 2               | 0               | 0               | 15    | 0     | 1     |
| 2022                  | Palmeiras             | Série A                                            | 5           | 0           | 1           | -                     | -                     | -                     | -          | -          | -          | RS+CL                          | 1+5                            | 0+0                            | 0+0                            | 5               | 0               | 0               | 16    | 0     | 1     |
| Sous-total            | Sous-total            | Sous-total                                         | 27          | 0           | 2           | -                     | -                     | -                     | -          | -          | -          | -                              | 9                              | 0                              | 0                              | 7               | 0               | 0               | 43    | 0     | 2     |
| Total sur la carrière | Total sur la carrière | Total sur la carrière                              | 93          | 3           | 2           | 13                    | 1                     | 0                     | 2          | 2          | 0          | -                              | 23                             | 0                              | 0                              | 7               | 0               | 0               | 138   | 6     | 2     |

### En sélection nationale
| Saison                | Sélection             | Phases finales        | Phases finales | Phases finales | Phases finales | Éliminatoires CDM | Éliminatoires CDM | Éliminatoires CDM | Matchs amicaux | Matchs amicaux | Matchs amicaux | Total | Total | Total |
| Saison                | Sélection             | Compétition           | M              | B              | Pd             | M                 | B                 | Pd                | M              | B              | Pd             | M     | B     | Pd    |
| --------------------- | --------------------- | --------------------- | -------------- | -------------- | -------------- | ----------------- | ----------------- | ----------------- | -------------- | -------------- | -------------- | ----- | ----- | ----- |
| 2017-2018             | Chili                 | -                     | -              | -              | -              | -                 | -                 | -                 | 0              | 0              | 0              | 0     | 0     | 0     |
| 2018-2019             | Chili                 | Copa América 2019 4e  | -              | -              | -              | -                 | -                 | -                 | 1              | 0              | 0              | 1     | 0     | 0     |
| 2021-2022             | Chili                 | -                     | -              | -              | -              | 2                 | 0                 | 0                 | 4              | 0              | 0              | 6     | 0     | 0     |
| 2023-2024             | Chili                 | Copa América 2024     | 0              | 0              | 0              | 0                 | 0                 | 0                 | 1              | 0              | 0              | 1     | 0     | 0     |
| 2024-2025             | Chili                 | -                     | -              | -              | -              | 2                 | 0                 | 0                 | -              | -              | -              | 2     | 0     | 0     |
| Total sur la carrière | Total sur la carrière | Total sur la carrière | 0              | 0              | 0              | 4                 | 0                 | 0                 | 6              | 0              | 0              | 10    | 0     | 0     |

## Palmarès
Universidad Católica
- Champion du Chili en 2016, 2018 et 2019

 Palmeiras
- Vainqueur de la Copa Libertadores en 2020
- Champion du Brésil en 2022